# Platythelys pachysepala
Platythelys pachysepala är en orkidéart som beskrevs av Paul Ormerod. Platythelys pachysepala ingår i släktet Platythelys och familjen orkidéer.
Artens utbredningsområde är Colombia. Inga underarter finns listade i Catalogue of Life.